# سيسبان ترانسفالي
سيسبان ترانسفالي (الاسم العلمي:Sesbania transvaalensis) هو نوع من النباتات يتبع جنس السيسبان من الفصيلة البقولية.